# Monkey Bay
Monkey Bay er en by i den sydlige del af Malawi med et indbyggertal (pr. 2008) på cirka 14.500. Byen ligger på bredden af Malawisøen og er et af landets mest besøgte turistcentre.
14°05′S 34°55′Ø / 14.083°S 34.917°Ø